# Liga Oro de hockey línea 2020-21
La temporada 2020-21 de la Liga Oro de hockey línea la disputan diez equipos de hockey sobre patines en línea de España. El torneo lo organiza la Real Federación Española de Patinaje (RFEP).

## Equipos
| Club                     | Sede          | Comunidad autónoma   |
| ------------------------ | ------------- | -------------------- |
| CPLV UEMC                | Valladolid    | Castilla y León      |
| Tres Cantos PC B         | Tres Cantos   | Comunidad de Madrid  |
| Arona Tenerife Guanches  | Tenerife      | Islas Canarias       |
| Espanya HC B             | Mallorca      | Islas Baleares       |
| ASME Tucans              | Barcelona     | Cataluña             |
| HC Castellón B           | Castellón     | Comunidad Valenciana |
| HC Rubí Cent Patins B    | Rubí          | Cataluña             |
| AE Sant Andreu           | Barcelona     | Cataluña             |
| Rink Rat CPL Madrid      | Madrid        | Comunidad de Madrid  |
| CP Castellbisbal Hornets | Castellbisbal | Cataluña             |

## Clasificación
| | Equipo                         | Puntos | Bonus | J  | G  | E | P  | GF  | GC  | DG  |
| --- | ------------------------------ | ------ | ----- | -- | -- | - | -- | --- | --- | --- |
| 1 | Club Patí Castellbisbal        | 45     | 1     | 18 | 14 | 2 | 2  | 125 | 45  | 80  |
| 2 | Arona Guanches Hockey Club     | 41     | 1     | 17 | 13 | 1 | 3  | 132 | 62  | 70  |
| 3 | AE Sant Andreu                 | 35     | 0     | 17 | 11 | 2 | 4  | 86  | 57  | 29  |
| 4 | Hockey Club Castellón B        | 28     | 0     | 17 | 9  | 1 | 7  | 64  | 70  | -6  |
| 5 | Rink Rat CPL Madrid            | 23     | 1     | 17 | 7  | 1 | 9  | 76  | 66  | 10  |
| 6 | SAB Tucans ASME                | 22     | 2     | 16 | 6  | 2 | 8  | 79  | 92  | -13 |
| 7 | Tres Cantos Patín Club B       | 21     | 1     | 16 | 6  | 2 | 8  | 54  | 71  | -17 |
| 8 | CPL Valladolid UEMC            | 21     | 0     | 17 | 7  | 0 | 10 | 43  | 61  | -18 |
| 9 | Espanya Hockey Club B          | 13     | 0     | 17 | 4  | 1 | 12 | 59  | 95  | -36 |
| 10 | Hockey Club Rubí Cent Patins B | 6      | 0     | 18 | 2  | 0 | 16 | 42  | 141 | -99 |
| Fuente: Federación Española de Patinaje: Clasificación de la Liga Oro de hockey línea; actualización automática |                                |        |       |    |    |   |    |     |     |     |

## Estadísticas
| | Jugador                | Equipo                   | PJ | PT | G  | A  |
| --- | ---------------------- | ------------------------ | -- | -- | -- | -- |
| 1 | GAYOSO SANSIÑENA Asier | Arona Tenerife Guanches  | 12 | 40 | 21 | 19 |
| 2 | OLIVELLA FARELL Pol    | CP Castellbisbal Hornets | 12 | 39 | 20 | 19 |
| 3 | JAROS Ladislav         | Arona Tenerife Guanches  | 11 | 37 | 27 | 10 |
| 4 | PÉREZ MARTÍNEZ Héctor  | ASME Tucans              | 12 | 29 | 23 | 6  |
| 5 | CARREIRA SANCHO Imanol | CP Castellbisbal Hornets | 12 | 25 | 15 | 10 |
| 6 | ALFARO PALAU Erik      | CP Castellbisbal Hornets | 12 | 25 | 8  | 17 |
| 7 | FARELL LECHA Sergi     | CP Castellbisbal Hornets | 12 | 22 | 11 | 11 |
| 8 | PÉREZ MORERA Alex      | AE Sant Andreu           | 11 | 22 | 18 | 4  |
| 9 | MAS RABELL Bern        | AE Sant Andreu           | 12 | 21 | 15 | 6  |
| 10 | GREMLICA Martin        | Arona Tenerife Guanches  | 11 | 21 | 8  | 13 |
| Fuente: Federación Española de Patinaje: Estadísticas jugadores de la Liga Oro de hockey línea; actualización automática |                        |                          |    |    |    |    |

- Datos: Q99867358